# 타이중 국제공항
타이중 국제공항(중국어 정체자: 臺中國際機場, 영어: Taichung International Airport, IATA: RMQ, ICAO: RCMQ)은 대만 타이중시 사루구에 위치한 국제선 및 국내선 전용 공항으로 통칭은 중부국제공항(中部國際機場)이며 1954년 현재의 위치에 군민 공용의 비행장으로서 개설된 이후 2004년까지 대만 공군만 사용했다.

## 역사
타이중 공항의 전신은 일본 통치 시대에 설치된 공관 공항으로 1954년 미화 행동 방위 협정에 따라 확충되어 1966년 3월 20일에 칭취안강 공군기지(清泉崗空軍基地)라고 명명한 뒤 코드를 CCK로 결정했고 당시 극동지역 최대의 공군 기지로서 B-52 전략폭격기의 발착이 가능한 설비를 갖추고 있었다.
그리고 실제로 당시 베트남 전쟁에서는 미국 공군의 B-52 전략폭격기가 칭취안강 공항에 배치되어 베트남을 공격하기 위한 중계 기지로서의 역할을 수행하기도 했다.
그 후 2003년 9월 4일 타이중 공항의 건설이 시작되었고 2004년 3월 5일에 군민 공용 공항으로서 타이중 시 중심 부근에 위치하고 있던 옛 수이난 공항(水湳空港)의 모든 국내선이 칭취안강 공항으로 옮겨진 뒤 명칭도 타이중 공항으로 개칭되었으며 옛 수이난 공항은 공용 정지되었다.

## 운항 노선

### 국제선
| 항공사               | 목적지                   |
| -------------------- | ------------------------ |
| 에바항공             | 마카오, 서울(인천)       |
| 만다린 항공          | 호치민                   |
| 타이거 항공 타이완   | 다낭, 마카오, 서울(인천) |
| 대한항공             | 서울(인천)               |
| 티웨이항공           | 서울(인천), 부산         |
| 중국동방항공         | 난징                     |
| 홍콩 익스프레스 항공 | 홍콩(첵랍콕)             |

### 국내선
| 항공사      | 목적지     |
| ----------- | ---------- |
| 만다린 항공 | 진먼       |
| 유니 항공   | 마궁, 진먼 |

## 같이 보기
- 대만의 교통
- 대만의 공항 목록